# ODIN (netwerkkabel)
ODIN is een onderzeese communicatiekabel die Nederland, Denemarken, Noorwegen en Zweden met elkaar verbindt.
De totale lengte van het kabelsysteem bedraagt 1040 km en maakt gebruik van de SDH-techniek. Het heeft twee 2,5 Gbps lijnen (een actieve en een redundant) waar tegelijkertijd 30.000 telefoongesprekken over gevoerd kunnen worden. De kabel is in drie gedeelten gebouwd en de totale kosten voor de aanleg ervan bedroegen ongeveer 64,5 miljoen euro. 
De kabel heeft landing points in:
1. Alkmaar (Nederland)
2. Måde (Denemarken)
3. Blåbjerg (Denemarken)
4. Kristiansand (Noorwegen)
5. Lysekil (Zweden)

Het gedeelte Måde - Blåbjerg voert over land. Het eerste segment van ODIN is buiten gebruik sinds 1 januari 2007.